# Bande spectrale
Pour les articles homonymes, voir bande.
Une bande spectrale désigne une région du spectre électromagnétique qui décrit une quantité représentative de l'émission ou de l'absorption dans un milieu gazeux, liquide ou solide semi-transparent. Elle est limitée par les valeurs minimale et maximale de la fréquence (ou de toute autre quantité équivalente : longueur d'onde, nombre d'onde, énergie, etc.) définies par la physique ou choisies a priori. La quantité représentative peut être la densité spectrale de flux ou toute autre valeur permettant de remonter à celle-ci (coefficient d'Einstein, force d'oscillateur, etc.).
On peut distinguer deux domaines où cette notion est présente : la spectroscopie pour la connaissance détaillée des quantités qui la définissent et le transfert radiatif qui l'utilise le plus souvent sous une forme réduite de moyennes spectrales. Dans l'un et l'autre cas l'origine des données peut être théorique ou expérimentale.
Cette notion s'étend au domaine des ondes mécaniques (vibrations) et à l'acoustique.

## Spectroscopie

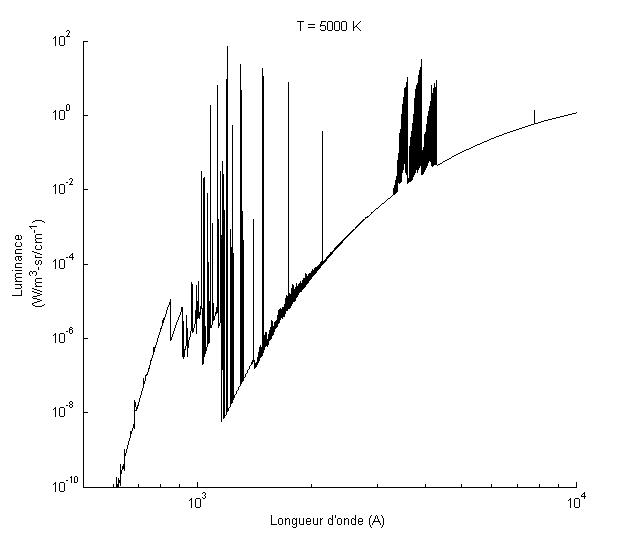
Spectre d'émission de l'air à pression normale et.

Il est possible de décrire le spectre d'un gaz par spectroscopie d'émission ou d'absorption et par calcul. Ce spectre comporte, pour chaque molécule, {\displaystyle 10^{5}} à {\displaystyle 10^{6}} raies. Le calcul repose sur les modèles décrivant les molécules comme des atomes possédant divers niveaux énergétiques, liés entre eux par un potentiel donné, possédant des degrés de liberté en rotation et vibration. Le milieu peut également contenir des ions et des électrons, auquel cas viendront s'ajouter des bandes continues. Il est alors possible de calculer un spectre théorique dit « spectre synthétique »,. Il faut de plus être capable de calculer la forme de la raie résultant des phénomènes de collision moléculaire, de l'effet Doppler lié à la vitesse de déplacement, éventuellement de l'effet Stark si le milieu est fortement ionisé. Les résultats sont réunis dans des bases de données telle que HITRAN.
Le problème du nombre élevé de données peut être contourné en effectuant des moyennes spectrales pour chaque bande de largeur donnée. Chaque d'entre elles est alors dotée d'une valeur unique considérée comme représentant la moyenne de la densité spectrale de flux.

## Les mesures
La notion de bande spectrale est aussi utilisée pour caractériser une source, typiquement en télédétection.